# Злам (гурт)
ЗЛАМ — український метал-гурт.

## Історія
«ЗЛАМ» почав своє формування в 2007 році. Ініціаторами були барабанщик Влад і бас-гітарист Віталій. Віталій з Владом грали в проекті, який через деякий час досяг свого кінця, та й взагалі, не мав ніяких серйозних намірів. Через якийсь час на них натрапляє вокаліст Олег і вже втрьох вони вирішують створити новий гурт, в якому не вистачало лише гітариста. Протягом декількох місяців гурт прослуховує не малу кількість гітаристів і в підсумку зупиняє свій вибір на Максимові. Приблизно в травні 2008 року гурт був повністю укомплектований і згодом названий «ЗЛАМ».
На початку 2012 вийшла перша платівка «Під Тиском Набутих Образів», яка записувалася на студії Revet Sound під керівництвом Сергія Любинського (KNOB), гітариста "ТОЛ"у, а звукоінженером виступив Олександр Коломієць (ШЕРСТЬ), басист гурту «МегамасС». Вокаліст гурту «ЗЛАМ» Олег Ульяницький також записав окремок з гуртом «ТОЛ» — «Вор».
Виступали на фестивалях Бандерштат (2009, 2010, 2013), Тарас Бульба (2010, 2011), Big Alternative Gig 3 (Київ), ІншаМузика Festival 2011 (Київ), Руйнація Х, Республіка, Завантаження 2013, у Вінниці, Луганську, Слов'янську, Одесі, Рівному та інших містах України.

## Склад
- Олег Ульяницький (у 2017 перейшов у гурт Мегамасс) — спів
- Максим Лебедь — гітара
- Віталій Старченко (у 2017 перейшов у гурт Покруч) — бас
- Владислав Уласевич (у 2016 перейшов у Jinjer)— барабани

## Платівки
- «Під Тиском Набутих Образів» (2012)[1]
- «Бачив, Як Вдихають Горе» (2014)[2]
- «Відчуття, як тисячі до цього» (EP) (2016)[3]

## Виднограї
- «Смертників гора» (2014)  [Архівовано 30 січня 2016 у Wayback Machine.]
- «Без бою впавший» (2015)  [Архівовано 6 квітня 2016 у Wayback Machine.]